# Joaquín Lorenzo Luaces

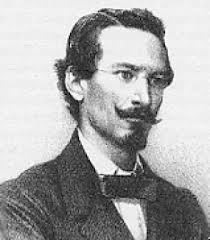
Joaquín Lorenzo Luaces

Joaquín Lorenzo Luaces (n. 6 iulie 1826 - d. 7 noiembrie 1867) a fost un poet și dramaturg cubanez.
A scris o lirică în descendența romantismului, dedicată progresului uman, dragostei de libertate a popoarelor ori pe motive filozofice și anacreontice.
Se remarcă preocuparea pentru cizelarea versului, anticipând parnasianismul.
A scris și drame romantice.

## Scrieri
- 1867: Poesías ("Poezii")
- El mendingo rojo ("Cerșetorul roșu").